# Jingshanosaurus
Jingshanosaurus xinwaensis
Ne doit pas être confondu avec le stégosaure Yingshanosaurus.
Ne doit pas être confondu avec le titanosaure Jiangshanosaurus.
Genre
Espèce
Jingshanosaurus est un genre éteint de dinosaures sauropodomorphes du Jurassique supérieur de Chine. L'espèce type et seule espèce, Jingshanosaurus xinwaensis, a été décrite et nommée par Zhang et Yang en 1995.

## Étymologie
Son nom de genre Jingshanosaurus dérive de la ville de Jingshan située dans le comté de Lufeng (Province du Yunnan), en Chine, associé au grec ancien « saûros » qui signifie « lézard » pour donner « lézard de Jingshan ».

## Découverte
L'holotype est constitué d'un squelette quasi complet incluant le crâne. Il a été mis au jour près de la ville de Jingshan (« Colline dorée »). Les fossiles de Jingshanosaurus ont été exposés dans des musées plusieurs années avant leur description formelle en 1995.

## Description
La longueur totale de Jingshanosaurus est estimée à 10 mètres.

## Classification
La classification de Jingshanosaurus est très discutée. Il est généralement considéré comme proche du genre Yunnanosaurus . Le paléontologue chinois Dong Zhiming considère même Jingshanosaurus pourrait être un grand spécimen d'Yunnanosaurus ; il serait alors un synonyme junior de Yunnanosaurus.
Les deux genres Jingshanosaurus et Yunnanosaurus ont longtemps été regroupés dans la petite famille des Yunnanosauridae. Cette famille est considérée comme obsolète depuis le début de XXIe siècle,,,.
Après avoir été placé dans l'infra-ordre des prosauropodes, aujourd'hui obsolète, Jingshanosaurus est aujourd'hui classé :
- soit dans le clade des Massopoda au sein des Plateosauria par Adam M. Yates en 2007[4], puis par Alejandro Otero et ses collègues en 2015[7] ;
- soit dans le clade des Anchisauria au sein des Massopoda par Fernando E. Novas et ses collègues en 2011[5] ;
- soit dans le clade des Sauropodiformes au sein des Massopoda par Blair McPhee et ses collègues en 2014[6].